# Eugenia rhombea
Eugenia rhombea är en myrtenväxtart som först beskrevs av Otto Karl Berg, och fick sitt nu gällande namn av Carl Karl Wilhelm Leopold Krug och Ignatz Urban. Eugenia rhombea ingår i släktet Eugenia och familjen myrtenväxter. Inga underarter finns listade i Catalogue of Life.

## Bildgalleri

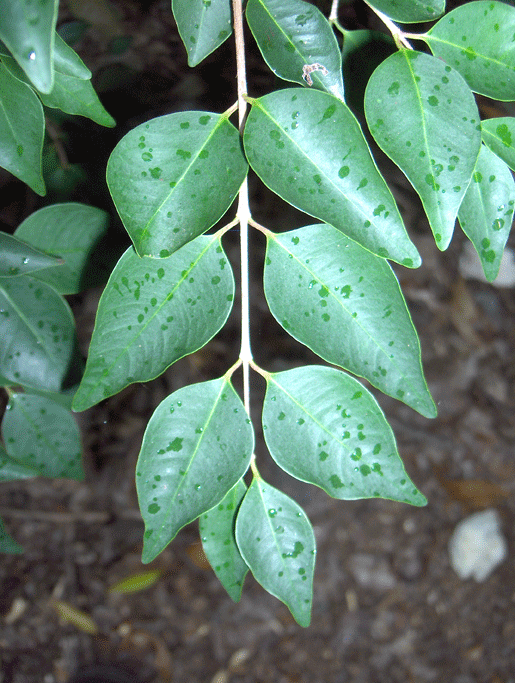